# الاتحاد الرياضي بسبيطلة
الاتحاد الرياضي بسبيطلة، هو نادي رياضي من مدينة سبيطلة، بتونس. ينشط في الرابطة التونسية الثالثة لكرة القدم مجموعة الوسط. تأسس النادي سنة 1947, وترشح لأول مرة في تاريخه للمربع الذهبي لكأس تونس في 9 جوان 2013, مع كل من شبيبة القيروان، النادي البنزرتي والمستقبل الرياضي بالمرسى وهي فرق تنشط في الرابطة التونسية المحترفة الأولى لكرة القدم.
تصدر النادي في الموسم 2013-2014 مجموعة الوسط للرابطة التونسية الثالثة لكرة القدم، إلى حدود الجولة الثانية عشرة إيابا. حتى ضمن الصعود إلى الرابطة المحترفة الثانية مجموعة أ بعد فوزه على نادي بنبلة على بثلاثية نظيفة. كما تمكن النادي من الفوز بكأس الرابطة للهواة والبروموسبور, بعد فوزه على مولدية منوبة في النهائي الذي دار بينهما في ملعب المنزه.

## الموسم الحالي
ينشط النادي في الموسم الحالي 2014-2015 في الرابطة المحترفة الثانية، وشهد بداية محتشمة نتيجة لتغير طاقمه الفني وتعيين المدرب وصام بن خليف على رأس الفريق. بعد عزل المدرب وتعيين زهير الغضباني عاد الفريق إلى تحقيق نتائج إيجابية قد تمكنه من الصعود إلى الرابطة المحترفة الأولى.

## لاعبو الفريق الأول
تتميز تشكيلة الفريق الحالية بصغر سن اللاعبين، ما عدى الحارس محمد الهادي الدالي الذي يعد من قدماء الفريق والذي ساهم بخبرته في تحصين شباك الفريق وتدريب الحرّاس.
| رقم | مركز  | اسم                |
| --- | ----- | ------------------ |
| 22  | حارس  | محمّد الهادي الدّالي |
| 16  | حارس  | وليد التّوتي        |
| 32  | حارس  | محمّد سعيد الزّنايدي |
| 11  | مدافع | آزر الميساوي       |
| 15  | مدافع | حسين الربيعي       |
| 4   | مدافع | زاهر الخبّو         |
| 23  | مدافع | محمّد خضراوي        |
| 2   | مدافع | وائل دلهومي        |
| 14  | مدافع | علاء الطّاهوري      |
| 6   | مدافع | بلال القمودي       |
| 5   | مدافع | سامي المطوسي       |
| 3   | مدافع | نبيل طاهوري        |

|
| رقم | مركز  | اسم              |
| --- | ----- | ---------------- |
| 12  | وسط   | خيري الدخيللّي    |
| 13  | وسط   | كمال السّليماني   |
| 1   | وسط   | عبد الوهاب نّصري  |
| 10  | وسط   | راغب عارمي       |
| 20  | وسط   | منذر حسني        |
| 21  | وسط   | بدر العلوي       |
| 18  | وسط   | غيث الصالحي      |
| 19  | وسط   | علاء الدّين صمادح |
| 9   | مهاجم | رامي السّعدوني    |
| 7   | مهاجم | وليد السّويدي     |
| 8   | مهاجم | غازي اللّجمي      |
| 17  | مهاجم | عهدي علوي        |

|}
|}

## مجلس الإدارة
| الرئيس                       | كريم الهاني     | نائب الرئيس           | رياض المحمدي |
| الأمين العام والمتحدث الرسمي | الناصر السعدوني | أمين الصندوق          | حسن عارمي    |
| مسؤول الاستثمار              | كريم الهاني     | مسؤول العلاقات العامة | تونس         |

### الجهاز الفني للفريق الأول
| المدير الفني | زهير الغضباني                  |
| مساعد المدرب | شوقي مباركي و المولدي السعدوني |
| مدرب اللياقة | العياشي الربيعي                |
| مدرب الحراس  | محمد الهادي الدالي             |

### الجهاز الطبي للفريق الأول
| أخصائي علاج طبيعي أول | ناظم علوي | استشاري الطب الرياضي واصابات الملاعب | ناظم علوي |

## الملعب البلدي بسبيطلة
يقع الملعب البلدي بسبيطلة في حي الآثار قبالة المعهد الثانوي الآثار، تم تأسيسة في 13 جويلية 1991 ويمتد على مسافة 65 متر عرض و105 متر طول، أي على مساحة 6825 م2. تبلغ طاقة إستيعابه 2300 متفرج ويحتوي على مدرج واحد ويتميز بقلة اللإضاءة مما ادخل ارتباكا على حصص التدريب إضافة إلى رداءة حالة المدارج التي تفتقد إلى أبسط مقومات السلامة.

## التاريخ
نشط النادي في موسم 2013-2014) في بطولة الرابطة الثالثة مجموعة الوسط، وعزز صفوفه بمجموعة من الانتدابات التي جعلته من أكبر المراهنين على الصعود إلى الرابطة الثانية. واحتل المرتبة الأولى وهو صاحب أقوى خط هجوم.
وهو ما مكن النادي من الصعود إلى الرابطة المحترفة الثانية مجموعة أ. خاصة بعد فوزه في مبارات الجولة الثانية عشرة إيابا على نادي بنبلة بنتيجة 3-0 مقابل تعادل ملاحقه نجم الفحص أمام نظيره أهلي بوحجر بدون أهداف.

### كأس رابطة الهواة والبروموسبور
شارك اتحاد سبيطلة عدة مراة في كأس رابطة الهواة والبروموسبور ووصل مراحل متقدمة. في سنة 2011، في ملعب المنزه، أنهى الاتحاد المنافسات في المرتبة الثانية خلف القلعة الرياضية وفاز بملغ 20 ألف دينار تونسي و 10 ألاف دينار كجائزة للفريق الذي ينشط في الدرجة الأدنى والذي يبلغ دورا متقدما، وميدالية فضية. في سنة 2013، أنهى الاتحاد المنافسات في المرتبة الثالثة بعد فوزه على مستقبل المحمدية بنتيجة 2-0.
في نهائيات الكأس للموسم 2013-2014 فاز الاتحاد على مولدية منوبة في لقاء جمع بينهما في ملعب المنزه، وهي المرة الأولى التي يفوز بها النادي في تاريخه بهذا الكأس.

### كأس تونس
في 9 جوان 2013، ترشح اتحاد سبيطلة ولأول مرة في تاريخيه إلي المربع الذهبي للبطولة. بعدما فجر مفاجأه مدويه بإزاحته فريق الملعب التونسي العريق والحائز علي الكأس ست مرات سابقه، حيث تغلب عليه بركلات الترجيح في دور الثمانية بعد انتهاء اللقاء بالتعادل بفضل ركلات الترجيح (4-2) بعد انتهاء اللقاء في وقته القانوني (0-0) والإضافي ( 1-1). وكان فريق سبيطلة قد افتتح النتيجة في الدقيقة 96 بواسطة مهاجمه رامي السعدوني ثم عدل محمد بن عمار لفائدة أبناء باردو في الدقيقة 102. ترشح الفريق مع كل من شبيبة القيروان، النادي البنزرتي والمستقبل الرياضي بالمرسى وهي فرق تنشط في الرابطة التونسية المحترفة الأولى لكرة القدم.
واجه اتحاد سبيطلة الاتحاد البنزرتي، وأنهى الشوط الأول بنتيجة تعادل بدون أهداف. ولكن في الشوط الثاني من المبارات تقهقر مردود الفريق وخسر المبارات بنتيجة (0-4).

### نجوم فريق كرة القدم عبر التاريخ

من اليمين: عادل العيادي، فرحات بن حمودة، الهادي بن حمودة وعمر الراشدي.

- عادل العيادي
- فرحات بن حمودة
- الهادي بن حمودة
- مسعود اليوسفي (كلّي)
- محمد الهادي الدالي
- المولدي السعدوني
- عبد العزيز السعدوني
- لطفي الحريزي
- الطّيب زمّال
- أحمد المحمدي (بذّهبي)

### التاريخ التدريبي
| الفترة    | المدرب        |
| --------- | ------------- |
| 2013–2014 | ونيس بوزيدي   |
| 2014      | وصام بن خليف  |
| 2014–الآن | زهير الغضباني |

## مواضيع ذات صلة
- الرابطة التونسية المحترفة الثانية لكرة القدم
- الجمعية النسائية لكرة القدم بسبيطلة
- سبيطلة